# Шон Лемасс
Шон Френсіс Лемасс (ірл. Seán Francis Lemass; 18 липня 1899 — 11 травня 1971) — ірландський державний і політичний діяч, прем'єр-міністр країни у 1959—1966 роках.

## Життєпис
У ранньому віці став учасником руху за незалежність Ірландії, 1915 року вступив до лав ірландських добровольців. 1916 року брав активну участь у Великодньому повстанні та був заарештований. Однак невдовзі був звільнений через надто молодий вік.
Потім приєднався до ІРА. Під час Війни за незалежність Ірландії входив до складу дублінської бригади ІРА на чолі з Майклом Коллінзом. 1921 року Лемасс був знову заарештований та інтернований до 1923 року.
Наступного року він вступив до Шинн Фейн, однак 1926 залишив її та був одним з активістів, які допомагали Еймону де Валера в створенні Фіанна Файл. Виступав проти розділу Ірландії, але мав більш прагматичну точку зору, ніж багато хто з непримиренних республіканців, які бачили у відокремленні Північної Ірландії прояв зради. В партії займав скоріше лівоцентристські позиції.
Після перемоги 1932 року Фіанна Файл на загальних виборах увійшов до складу уряду.
Від 1932 до 1939 року очолював міністерство промисловості і торгівлі. Після цього до 1945 займав пост міністра постачання. На тій посаді 1941 року за його ініціативою було створено ірландське пароплавство, що дозволило зберегти постачання до Ірландії життєво необхідних товарів за умов Другої світової війни. У 1945—1948 роках знову був міністром промисловості і торгівлі. У 1951—1954 та 1957—1959 роках обіймав посаду заступника прем'єр-міністра й міністра промисловості й торгівлі. І якщо на початку 1950-их років прем'єр де Валера і міністр фінансів не підтримали його пропозицію з модернізації економічної політики, то 1958 була запущена перша програма з економічного розвитку.
У 1959—1966 роках очолював ірландський уряд. У той період відбулось кадрове оновлення кабінету, до 1965 року в його складі залишився лише один міністр часів де Валери. Свою діяльність на посту прем'єр-міністра він зосередив на підйомі економіки. Була ухвалена державна програма економічного розвитку, що проголошувала відхід від протекціоністської політики, що проводилась від 1930-их років, запровадження податкових пільг і субсидій для іноземних компаній, які бажали б інвестувати в Ірландії. В результаті економічних реформ кабінету Лемасса безробіття знизилось на третину, еміграція значно зменшилась, вперше відбулось загальне збільшення населення країни. Єдиним сектором, в якому не спостерігались позитивні зміни, було сільське господарство. 1961 року Лемасс був готовий починати консультації зі вступу Ірландії до ЄЕС. Спочатку ідея мала підтримку як всередині країни, так і за її межами, однак згодом вона змінилась серйозною опозицією. А в січні 1963 року президент Франції Шарль де Голль зажадав відтермінувати вступ Англії до ЄЕС, що призвело до відтермінування прийому Ірландії до Спільноти.
В результаті економічної експансії відбулось зростання індустріалізації й урбанізації. Зростання статків також призвело до відходу від замкненості й консерватизму в ірландському житті. Після створення 1961 року державної телевізійної служби Telefís Éireann почалась масова трансляція зарубіжних програм і фільмів. 1965 року прем'єр розпочав реформу освіти, що також принесла свої плоди.
Ставши прем'єр-міністром, Лемасс кардинально змінив позицію кабінету з північно-ірландського питання. Він зменшив націоналістичну й антирозділову риторику, визнавши, що розділ Ірландії навряд чи закінчиться у найближчому майбутньому. 14 січня 1965 року потай від членів свого кабінету та ЗМІ ірландський прем'єр побував у Белфасті, незважаючи на неоднозначну реакцію в суспільстві, це було явною ознакою того, що «ірландська холодна війна» завершилась. У лютому в Дубліні відбулись перемовини з головою кабінету Ольстеру Теренсом О'Нілом з налагодження взаємодії з Північною Ірландією в економічній царині.
У листопаді 1966 року після святкування 50-річного ювілею Великоднього повстання Лемасс оголосив про свою відставку з посту прем'єр-міністра й лідера Фіанна Файл.